# 帕特里夏·劳特利奇
帕特里夏·劳特利奇（英語：Patricia Routledge，1929年2月17日—），女，英国演员、歌手。曾获得托尼奖最佳音乐剧女主角。在BBC情景喜剧《虛飾外表》（Keeping Up Appearances）中飾演Hyacinth Bucket最為人熟悉。

## 外部連結
- StackPath （页面存档备份，存于）
- 互聯網百老匯資料庫（IBDB）上帕特里夏·劳特利奇的資料（英文）
- 帕特里夏·劳特利奇在互联网电影资料库（IMDb）上的資料（英文）
- selected performances in Theatre Archive University of Bristol （页面存档备份，存于）
- Interview January, 2015, in the Coeur d' Alene Press （页面存档备份，存于）